# Феодор Ираклийский
Фео́дор (др.-греч. Θεόδωρος; лат. Theodorus;  IV век) — епископ Ираклии во Фракии, писатель.
Феодор занимал архиерейскую кафедру  с 343 по 358 год, во время правления императора Констанция. 90 глава книги Иеронима Стридонского «О знаменитых мужах», посвящена Феодору, в ней Иероним сообщает о том, что Феодор опубликовал свои комментарии к текстам Евангелия от  Матфея и Евангелия от Иоанна, Апостольским посланиям и Псалтири. Иероним пишет о том, что данные сочинения сочинения в изящном и ясном стиле и прекрасно передают ощущение истории. Сочинения Феодора почти не сохранились: в 18-м томе Patrologia Graeca есть только отрывки из его толкования на книгу пророка Исаии.
У Филосторгия и у Ермия Созомена упоминается тёзка писателю — Феодор Гераклейский. Этот епископ жил раньше писателя, ~ 335 году отцы Тирского собора во главе с Евсевием Никомедийским отправили в Мареот комиссию, в которую вошли: Феогнис Никейский, Марий Халкидонский, Феодор Гераклейский, Македоний Мопсуетский, Валент Мурсийский, Урсакий Сингидунский, с ними отправился иерей Исхира. Комиссия должна была исследовать обвинение против Афанасия: по приказу Афанасия Макарий, пресвитер Александрийский, во время совершения богослужения в Мареоте Мелетианским пресвитером Исхирой опрокинул престол и разбил потир. Это было самое серьёзное обвинение Тирского собора против Афанасия. Комиссия подтвердила обвинение.  